# سيباستيان نويمان
سيباستيان نويمان (بالألمانية: Sebastian Neumann)‏ (18 فبراير 1991 ببرلين في ألمانيا - ) هو لاعب كرة قدم ألماني في مركز الدفاع. شارك مع منتخب ألمانيا لكرة القدم تحت 18 سنة ومنتخب ألمانيا تحت 19 سنة لكرة القدم ومنتخب ألمانيا تحت 20 سنة لكرة القدم ومنتخب ألمانيا تحت 21 سنة لكرة القدم. أما مع النوادي، فقد لعب مع نادي آلن ونادي هرتا برلين ونادي أوسنابروك وFC Würzburger Kickers ‏ وHertha BSC II ‏.

## وصلات خارجية
- سيباستيان نويمان على موقع قاعدة بيانات كرة القدم.إي يو (الإنجليزية)
- سيباستيان نويمان على موقع بيانات كرة القدم. دي إي (الألمانية)
- سيباستيان نويمان على موقع Soccerway.com (الإنجليزية)
- سيباستيان نويمان على موقع عالم كرة القدم.نت (الإنجليزية)